# Max Cantor
Pour les articles homonymes, voir Cantor.
Michael Cantor, dit Max Cantor, est un journaliste et acteur américain, né le 15 mai 1959 et mort le 3 octobre 1991  à New York (États-Unis).

## Biographie
Devenu toxicomane, Max Cantor meurt à l'âge de 32 ans d'une surdose d'héroïne.
Selon Eleonor Bergstein, scénariste du film Dirty Dancing, il était un pianiste extrêmement talentueux.

## Filmographie

### Cinéma
- 1987 : Dirty Dancing : Robbie Gould
- 1989 : Fear, Anxiety & Depression (en) : Jack

### Télévision

#### Téléfilms
- 1983 : Diner : Shrevie
- 1986 : The Alan King Show : Kit Henderson